# Bulbophyllum otoglossum
Bulbophyllum otoglossum là một loài phong lan thuộc chi Bulbophyllum.